# Raymond Higgs
Pour les articles homonymes, voir Higgs.
Raymond Higgs (né le 24 janvier 1991 à Freeport) est un athlète bahaméen spécialiste du saut en longueur.

## Carrière
Il franchit pour la première fois la limite des huit mètres en 2011 en réalisant la marque de 8,15 m (+0,6 m/s) à Athens. Il réédite cette performance fin juillet à Mayagüez à l'occasion de la finale des Championnats d'Amérique centrale et des Caraïbes où il termine à la troisième place, derrière le Jamaïcain Damar Forbes et le Bermudien Tyrone Smith.

### Palmarès
| Date | Compétition                                                           | Lieu                                   | Épreuve          | Résultat | Performance |
| ---- | --------------------------------------------------------------------- | -------------------------------------- | ---------------- | -------- | ----------- |
| 2006 | Championnats d'Amérique centrale et des Caraïbes d'athlétisme juniors | Port-d'Espagne, Trinité-et-Tobago      | Saut en hauteur  | 1er      | 2,02 m      |
| 2006 | Championnats d'Amérique centrale et des Caraïbes d'athlétisme juniors | Port-d'Espagne, Trinité-et-Tobago      | Saut en longueur | 2e       | 14,74 m     |
| 2010 | Championnats d'Amérique centrale et des Caraïbes d'athlétisme juniors | Saint-Domingue, République dominicaine | Saut en hauteur  | 2e       | 2,11 m      |
| 2010 | Championnats d'Amérique centrale et des Caraïbes d'athlétisme juniors | Saint-Domingue, République dominicaine | Saut en longueur | 3e       | 7,35 m      |
| 2011 | Championnats d'Amérique centrale et des Caraïbes                      | Mayagüez, Porto Rico                   | Saut en longueur | 3e       | 8,15 m      |

### Records personnels
| Épreuve          | Performance | Lieu                     | Date         |
| ---------------- | ----------- | ------------------------ | ------------ |
| Saut en hauteur  | 2,21 m      | Nassau, Bahamas          | 27 juin 2008 |
| Saut en longueur | 8,15 m      | Athens, États-Unis       | 14 mai 2011  |
| Triple saut      | 15,92 m     | Fayetteville, États-Unis | 31 mai 2014  |

| Épreuve          | Performance | Lieu                     | Date             |
| ---------------- | ----------- | ------------------------ | ---------------- |
| Saut en hauteur  | 2,16 m      | Fayetteville, États-Unis | 4 mars 2011      |
| Saut en longueur | 7,99 m      | Fayetteville, États-Unis | 14 février 2014  |
| Triple saut      | 15,41 m     | Fayetteville, États-Unis | 1er février 2014 |